# Schwarzatal
Schwarzatal est une municipalité allemande du land de Thuringe, dans l’arrondissement de Saalfeld-Rudolstadt, au centre de l’Allemagne. En 2018, sa population est de 3 622 habitants.